# ألان هينتون
ألان هينتون (بالإنجليزية: Alan Hinton) (6 أكتوبر 1942 في المملكة المتحدة - ) هو مدرب كرة قدم ولاعب كرة قدم بريطاني في مركز الوسط. شارك مع منتخب إنجلترا لكرة القدم. أما مع النوادي، فقد لعب مع ديربي كاونتي وفانكوفر وايتكابس ونوتينغهام فورست ووولفرهامبتون واندررز وفانكوفر وايتكابس ودالاس تورنايدو.

## مسيرته الكروية
لعب ألان هينتون خلال مسيرته الاحترافية مع 5 أندية في تسعة عشر موسمًا وسجل خلالها 122 هدف ضمن 493 مباراة. ولم يفز بأي موسم بالكأس وفاز في موسمين بالدوري.
خاض ألان هينتون مسيرته مع نادي وولفرهامبتون واندررز في موسم 1961–62 واستمر معه طيلة ثلاثة مواسم، مشاركًا في 75 مباراة سجل خلالها 29 هدفًا. ثم انتقل إلى نادي نوتينغهام فورست في موسم 1963–64 ليلعب معه خمسة مواسم، حيث شارك في 112 مباراة سجل خلالها 24 هدفًا. لينتقل بعدها إلى نادي ديربي كاونتي في موسم 1967–68 ليلعب معه تسعة مواسم، مشاركًا في 253 مباراة سجل خلالها 64 هدفًا. ثم انتقل إلى نادي دالاس تورنايدو ما بين عامي 1977 و1978 لمدة موسم واحد، مشاركًا في 24 مباراة سجل خلالها 4 أهداف. هذا وانتقل لاحقًا إلى فانكوفر وايتكابس ما بين عامي 1978 و1979 لمدة موسم واحد، مشاركًا في 29 مباراة سجل خلالها هدفًا واحدًا.

## وصلات خارجية
- ألان هينتون على موقع قاعدة بيانات كرة القدم.إي يو (الإنجليزية)
- ألان هينتون على موقع ناشيونال فوتبول تيمز (الإنجليزية)